# Gʻovasoy
Der Gʻovasoy (russisch Гавасай Gawassai, Гава Gawa, Явазарсай Jawasarsai oder Катта-Бозтекесай Katta-Bostekessai) ist ein rechter Nebenfluss des Syrdarja in Usbekistan und Kirgisistan (Zentralasien).

## Verlauf
Der Gʻovasoy entspringt am Südhang des Tschatkalgebirges im kirgisischen Oblus Dschalal-Abad. Er fließt anfangs in südsüdöstlicher, später in südlicher Richtung durch das Gebirge. Er wendet sich nach Südosten und bildet dabei die Grenze zur usbekischen Provinz Namangan. Schließlich erreicht er das Ferghanatal, wo er sich in zahlreiche Bewässerungskanäle auffächert. Der eigentlich Flusslauf führt nun in südlicher Richtung durch die Provinz Namangan. Dabei verläuft er westlich der Stadt Chust und östlich von Pop. Der Nördliche Ferghanakanal kreuzt den Unterlauf des Gʻovasoy. Der Flusslauf endet schließlich südlich der Stadt Pop am Nordufer des Syrdarja.
Der Gʻovasoy hat eine Länge von 96 km. Er entwässert ein Areal von 724 km².